# World Federation of Engineering Organizations
Die World Federation of Engineering Organizations (WFEO; französisch Federation Mondiale des Organisations d'Ingenieurs, FMOI) ist eine internationale Nichtregierungsorganisation aller Ingenieure weltweit. Der aktuelle Präsident ist Ke Gong (* 1955) aus Beijing, China.
1968 wurde die Organisation von regionalen Ingenieurverbände unter der Patronat der UNESCO in Paris gegründet. Die WFEO ist der einzige internationale und transkontinentale Ingenieurverband, der durch seine nationalen Mitgliedsvereine 15 Millionen Ingenieure vertritt.

## Struktur
Das Verwaltungsgremium ist das General Assembly. Zwischen den Versammlungen der General Assembly werden alle Angelegenheiten der Föderation vom Executive Council behandelt und vom Executive Board unter der Leitung des Executive Director umgesetzt. Alle Entscheide der General Assembly, dem Executive Council oder dem Executive Board werden durch Mehrheitsentscheide getroffen.

### Standing Technical Committees
- Anti-corruption
- Disaster Risk Management
- Education in Engineering
- Energy
- Information & Communication
- Engineering & the Environment
- Engineering Capacity Building
- Engineering for Innovative Technology
- Women in Engineering
- Young Engineers / Future Leaders

### Konferenzen
Die WFEO-Organe treffen sich jährlich zur General Assembly und in den Standing Technical Committee meetings. Diese Tagungen sind verbunden mit einer Konferenz, bei der unabhängige Ingenieure oder Interessierte, welche nicht den Mitgliedsvereinen angehören, ebenfalls teilnehmen können. Meistens sind die WFEO Konferenzen jedes Jahr im September.
| Jahr | Stadt        | Land                  | Name der Konferenz                                 | Thema                                                                                       |
| ---- | ------------ | --------------------- | -------------------------------------------------- | ------------------------------------------------------------------------------------------- |
| 2009 | Kuwait City  | Kuwait                |                                                    | Alternative Energy Applications – Option or Necessity                                       |
| 2010 | Buenos Aires | Argentinien           | World Engineering Week (WEW)                       | Technology, Innovation and Production for Sustainable Development                           |
| 2011 | Geneva       | Schweiz               | World Engineering Conference (WEC)                 |                                                                                             |
| 2012 | Ljubljana    | Slowenien             | World Engineering Forum (WEF)                      | Sustainable Construction for People                                                         |
| 2013 | Singapur     | Singapur              | World Engineering Summit (WES)                     | Innovative and Sustainable Solutions to Climate Change                                      |
| 2014 | Abuja        | Nigeria               | Nigeria, World Engineering Conference (WEC)        | Development of Sustainable Infrastructure in Africa                                         |
| 2015 | Kyoto        | Japan                 | World Engineering Conference and Convention (WECC) | Engineering: Innovation and Society                                                         |
| 2019 | Melbourne    | Australia             | World Engineering Conference (WEC)                 | Engineering a Sustainable World: The Next 100 Years                                         |
| 2022 | San Jose     | Costa Rica            | World Engineering Summit (WES)                     | Innovation + Technology + Sustainability = Engineering 2050                                 |
| 2023 | Prag         | Tschechische Republik | World Engineering Conference (WEC)                 | Engineering for life: Breakthrough Technologies and Capacity Development Focused on UN SDGs |

## Internationale Mitgliedsvereine
- Commonwealth Engineers Council (CEC)
- Federation of Arab Engineers (FAE)
- Federation of African Organizations of Engineers (FAOE)
- Föderation Europäischer Nationaler Ingenieurverbände (FEANI)
- Federation of Engineering Institutions of South and Central Asia (FEISCA)
- Federation of Engineering Institutions of Asia and the Pacific (FEIAP)
- Pan American Federation of Engineers Society (UPADI)
- Union of Scientific and Engineering Societies (USEA)
- ASEAN Federation of Engineering Organizations (AFEO)
- World Council of Civil Engineers (WCCE)